# Hugo Leal
Hugo Miguel Ribeiro Leal (ur. 21 maja 1980 w Cascais) – piłkarz portugalski grający na pozycji środkowego pomocnika. 

## Kariera klubowa
Karierę piłkarską Leal rozpoczął w klubie SL Benfica z Lizbony. W 1996 roku awansował do kadry pierwszego zespołu i w sezonie 1996/1997 zadebiutował w nim w pierwszej lidze portugalskiej. Latem 1997 został wypożyczony do FC Alverca, a w trakcie sezonu wrócił do Benfiki i w 1998 roku wywalczył z nią wicemistrzostwo Portugalii.
W 1999 roku Leal przeszedł do Atlético Madryt. Swój debiut w Primera División zaliczył 27 sierpnia 1999 w przegranym 1:4 wyjazdowym meczu z Realem Sociedad. W 2000 roku spadł z Atlético do Segunda División i na tym poziomie rozgrywek grał przez rok.
W 2001 roku Leal został zawodnikiem Paris Saint-Germain. We francuskim klubie zadebiutował 11 sierpnia 2001 w wygranym 1:0 domowym meczu z FC Sochaux-Montbéliard. W PSG grał do końca sezonu 2003/2004, w którym zdobył Puchar Francji.
W 2004 roku Leal odszedł do FC Porto, z którym sięgnął po Superpuchar Portugalii i w sezonie 2004/2005 został wicemistrzem kraju. Swój ligowy debiut w barwach Porto zanotował 11 września 2004 w meczu z Bragą (1:1). W trakcie sezonu 2004/2005 był wypożyczony do Académiki Coimbra (debiut: 29 stycznia 2005 w przegranym 0:2 meczu z Vitórią Guimarães.
W połowie 2005 roku Leal został zawodnikiem Sportingu Braga. Zadebiutował w nim w lidze 22 sierpnia 2005 w meczu z União Leiria (1:0). W Bradze grał 2 lata, do końca sezonu 2006/2007.
W 2007 roku Leal przeszedł do CF Os Belenenses z Lizbony. 20 sierpnia 2007 w meczu z Naval 1º Maio (1:1) zagrał w nim po raz pierwszy, a łącznie w barwach Belenenses zagrał 8 razy.
W 2008 roku Leal ponownie zmienił klub i przeszedł do CD Trofense, z którym w 2009 roku spadł do drugiej ligi. Na sezon 2009/2010 odszedł do hiszpańskiego drugoligowca, UD Salamanca, a w 2010 roku wrócił do Portugalii. Został piłkarzem Vitórii Setúbal. Zadebiutował w niej 14 sierpnia 2010 w meczu z CS Marítimo (1:0).
| Sezon   | Klub                | Kraj       | Rozgrywki        | Mecze | Bramki |
| ------- | ------------------- | ---------- | ---------------- | ----- | ------ |
| 1996/97 | SL Benfica          | Portugalia | Primeira Liga    | 2     | 0      |
| 1997/98 | FC Alverca          | Portugalia | Primeira Liga    | 20    | 3      |
| 1997/98 | SL Benfica          | Portugalia | Primeira Liga    | 4     | 0      |
| 1998/99 | SL Benfica          | Portugalia | Primeira Liga    | 27    | 3      |
| 1999/00 | Atlético Madryt     | Hiszpania  | Primera División | 21    | 1      |
| 2000/01 | Atlético Madryt     | Hiszpania  | Primera División | 36    | 4      |
| 2001/02 | Paris Saint-Germain | Francja    | Ligue 1          | 21    | 1      |
| 2002/03 | Paris Saint-Germain | Francja    | Ligue 1          | 18    | 0      |
| 2003/04 | Paris Saint-Germain | Francja    | Ligue 1          | 14    | 0      |
| 2004/05 | FC Porto            | Portugalia | Primeira Liga    | 7     | 0      |
| 2004/05 | Académica Coimbra   | Portugalia | Primeira Liga    | 12    | 0      |
| 2005/06 | SC Braga            | Portugalia | Primeira Liga    | 12    | 0      |
| 2006/07 | SC Braga            | Portugalia | Primeira Liga    | 5     | 0      |
| 2007/08 | CF Os Belenenses    | Portugalia | Primeira Liga    | 8     | 0      |
| 2008/09 | CD Trofense         | Portugalia | Primeira Liga    | 21    | 3      |
| 2009/10 | UD Salamanca        | Hiszpania  | Segunda División | 36    | 1      |
| 2010/11 | Vitória Setúbal     | Portugalia | Primeira Liga    | 24    | 1      |
| 2011/12 | Vitória Setúbal     | Portugalia | Primeira Liga    | 21    | 1      |
| 2012/13 | Estoril             | Portugalia | Primeira Liga    | 6     | 0      |

## Kariera reprezentacyjna
Swój jedyny mecz w reprezentacji Portugalii Leal rozegrał 19 lutego 1999 roku. Portugalia zremisowała wówczas w sparingu z Holandią 0:0. W swojej karierze Leal grał też w reprezentacji Portugalii U-21. W 1999 roku zagrał na młodzieżowych Mistrzostwach Świata.